# キア・カーニバル
カーニバル (CARNIVAL、朝: 카니발) は、大韓民国の起亜により製造・販売されている5ドアミニバン型の普通乗用車である。

## 初代 型式: KV-II型 (1998年 - 2005年)
1998年登場。全長約4.9mの大柄なMPVである。「カーニバル」の名称は韓国、欧州、豪州などで用いられ、北米および英国ではセドナ （Sedona ）の名称で販売された。搭載されたエンジンは、2,497ccのV6DOHCで、5段マニュアルもしくは4段オートマティックが組み合わせた。また、マレーシアではキアの販売を行なっているナザで生産され、「ナザ・リア」（Naza Ria ）の名称で国産車として販売されている（もっとも外観上の違いはバッジとグリル程度にすぎない）。なお、韓国ではマイナーチェンジで「カーニバルII」の名称になっている。日本では2000年版の「輸入車ガイドブック」 (日刊自動車新聞社) に「輸入予定車種」として掲載されたが、結局導入されなかった。
| 初代カーニバル後期型 |  | 初代カーニバル後期型 |
| 初代カーニバル後期型 |  |                      |

## 2代目 型式: VQ型（2005年 - 2014年）

### ロングホイールベース版 (2005年 - 2014年)
2005年2月のシカゴ・モーターショーで新型「セドナ」として世界初公開され、その後韓国でグランドカーニバル （Grand Carnival ）として発売開始、北米でも2006年2月に発売された。北米市場の嗜好にあわせて全長は約5.1mとさらに大きくなり、北米版ホンダ・オデッセイ、トヨタ・シエナ、日産・クエストに匹敵する大型MPVとなった。エンジンは韓国仕様車は2.9リットルのコモンレールディーゼルエンジンを、北米仕様車はV型6気筒3.8リットルのガソリンエンジンを搭載する。韓国仕様車では4列シート11人乗りというレイアウトを採っているが、これは韓国内の税法が9人乗り以上を乗合車（ミニバス）とする法規に変わったための措置である。そのため韓国内ではバスとして扱われ、バス専用車線を走行することも可能である。現代自動車からも姉妹車のヒュンダイ・アントラージュ （Hyundai Entourage ）が2006年2月のシカゴ・モーターショーで発表され、同年4月から発売が開始された。ただしこちらは北米のみの専売車種となる。また、米国運輸省道路交通安全局（NHTSA）により実施されているNCAP（新車アセスメントプログラム）で最高の5つ星の評価を得た。
| 2代目グランドカーニバル後期型 |  | 2代目グランドカーニバル後期型 |
| 2代目グランドカーニバル後期型 |  |                               |

### ショートホイールベース版 (2006年 - 2013年)
韓国で2006年1月24日に新型「カーニバル」として発表。その後、3月のジュネーヴ・モーターショーで欧州デビューを果たす。英国では先代同様「セドナ」の名称が使用される。こちらは欧州市場向けに全長を約4.8m程度に収めた中型MPVである。エンジンは2.9リットルのコモンレールディーゼルエンジンと、V型6気筒2.7リットルのガソリンエンジン（欧州仕様車のみ）が用意される。

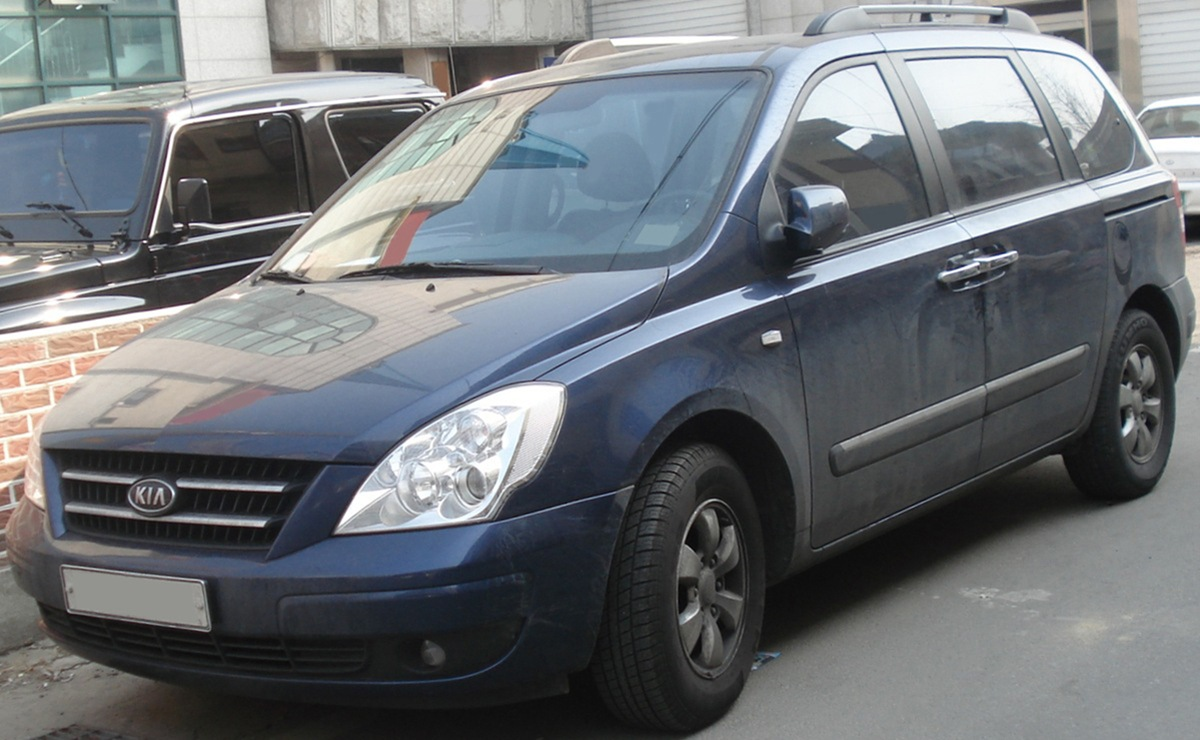
2代目カーニバル前期型（韓國内仕様）
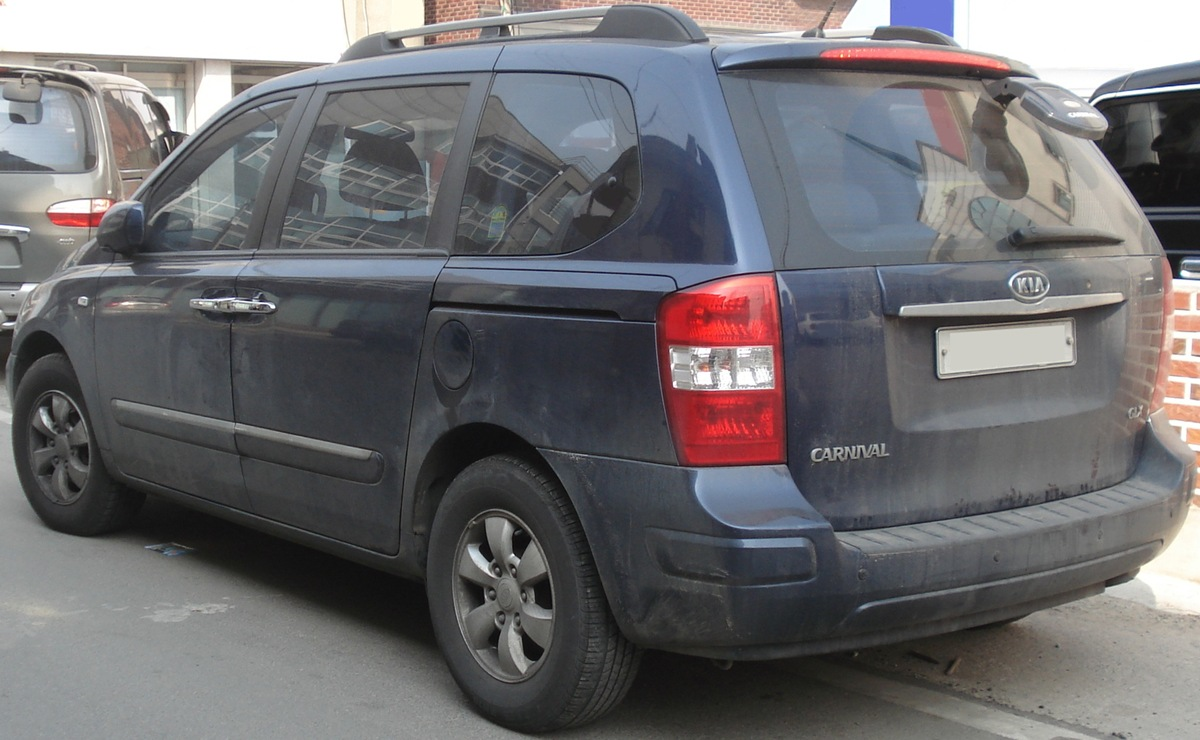
2代目カーニバル前期型（韓國内仕様）
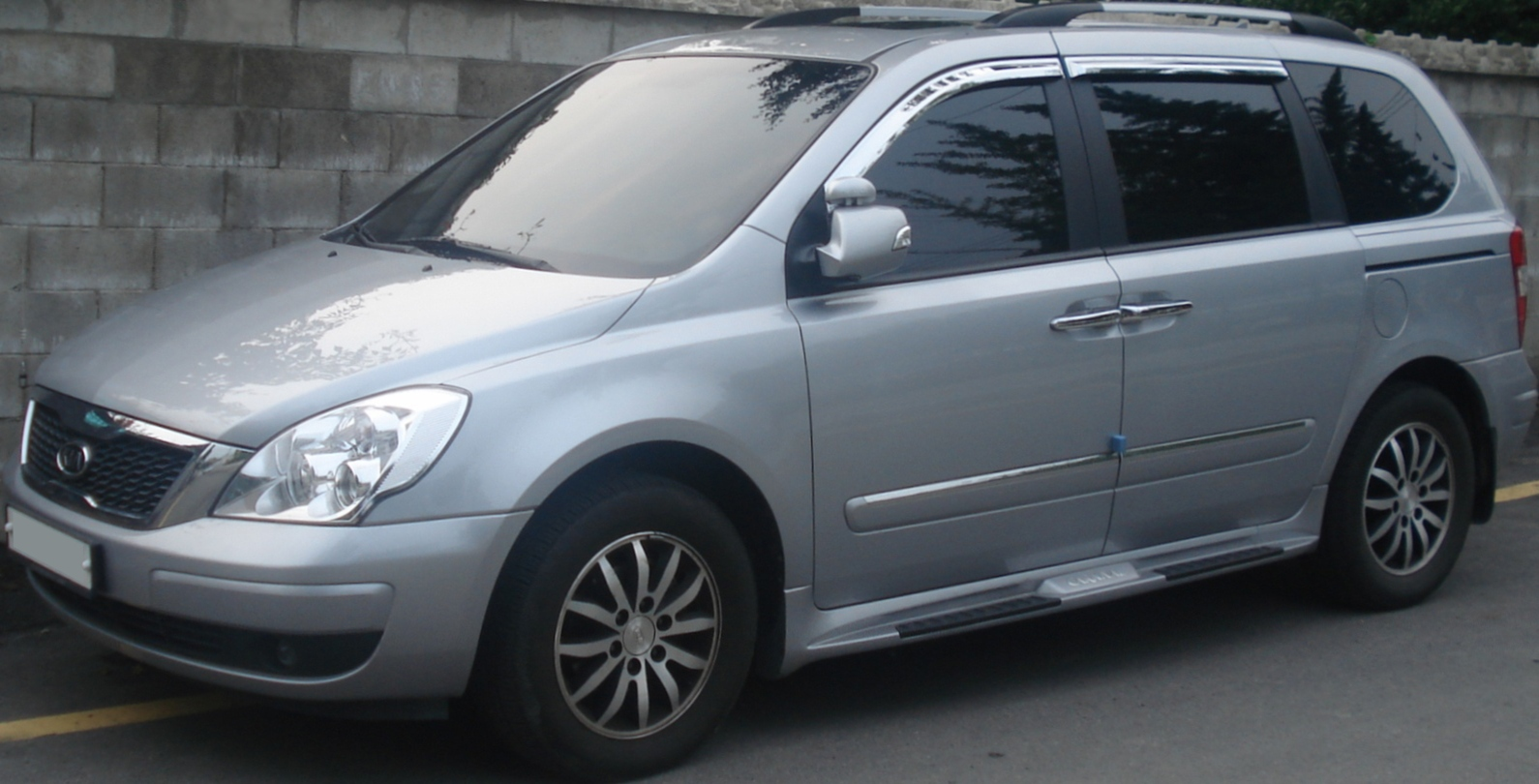
2代目カーニバル後期型（韓國内仕様）
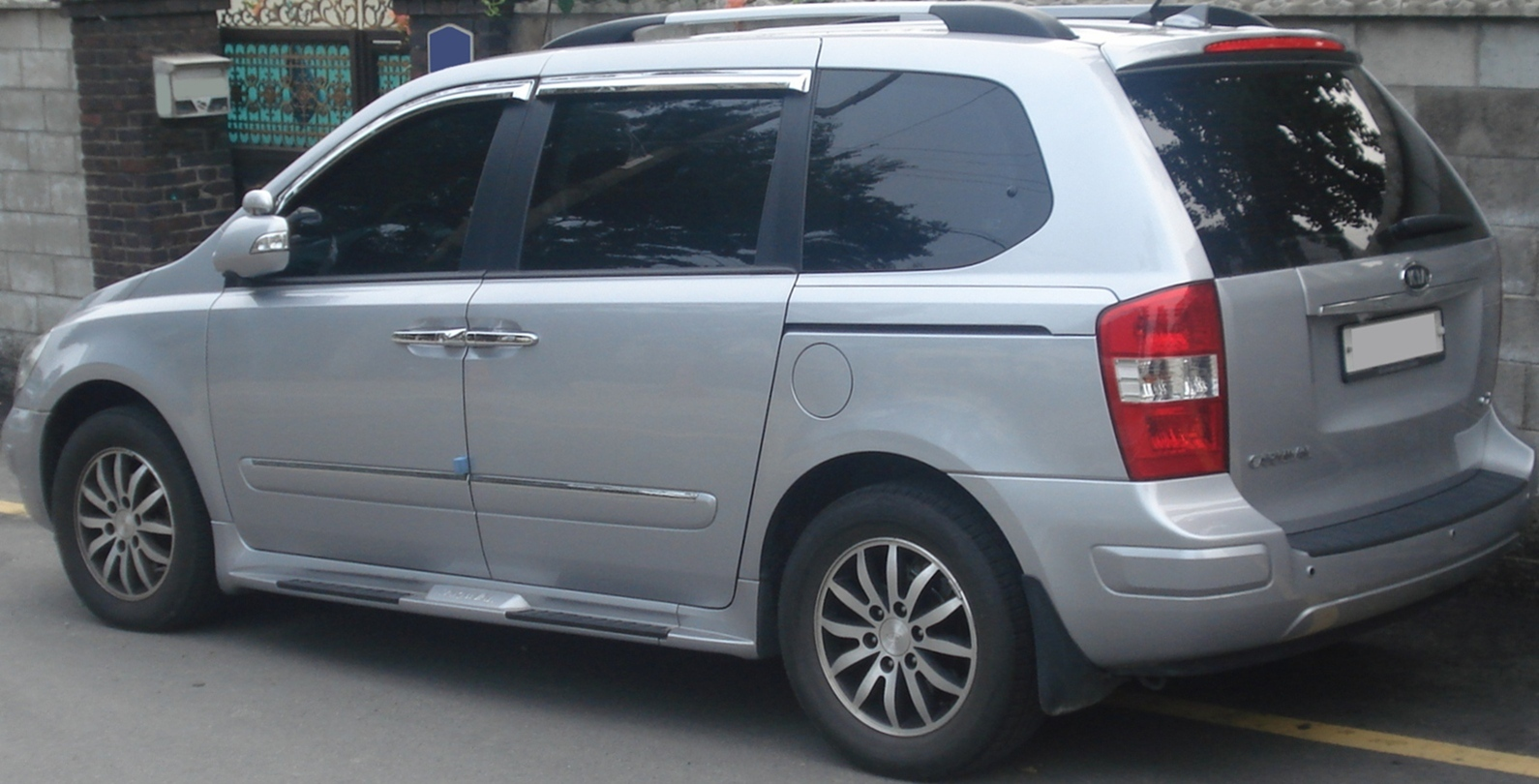
2代目カーニバル後期型（韓國内仕様）
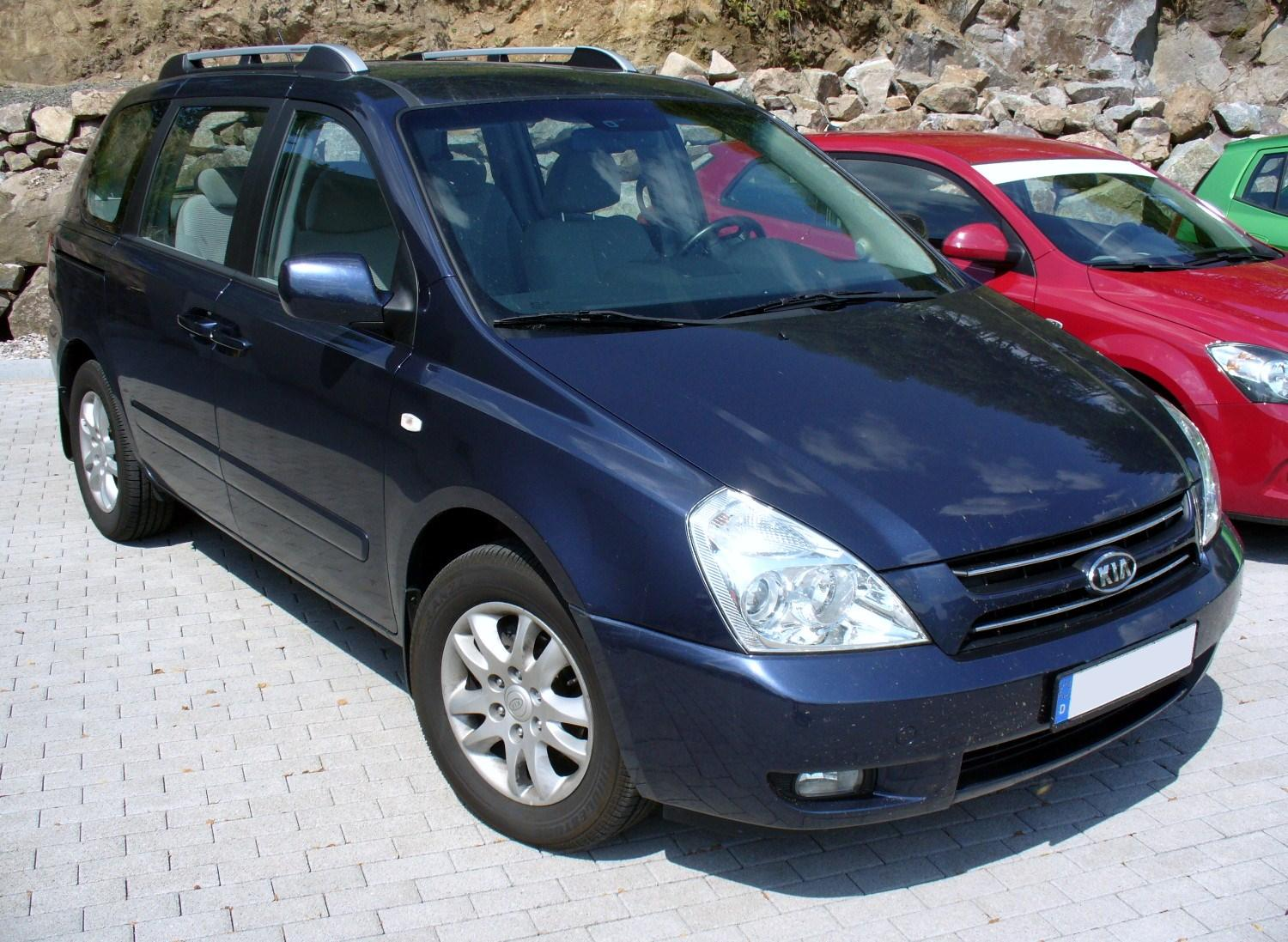
2代目カーニバル（韓國外仕様）
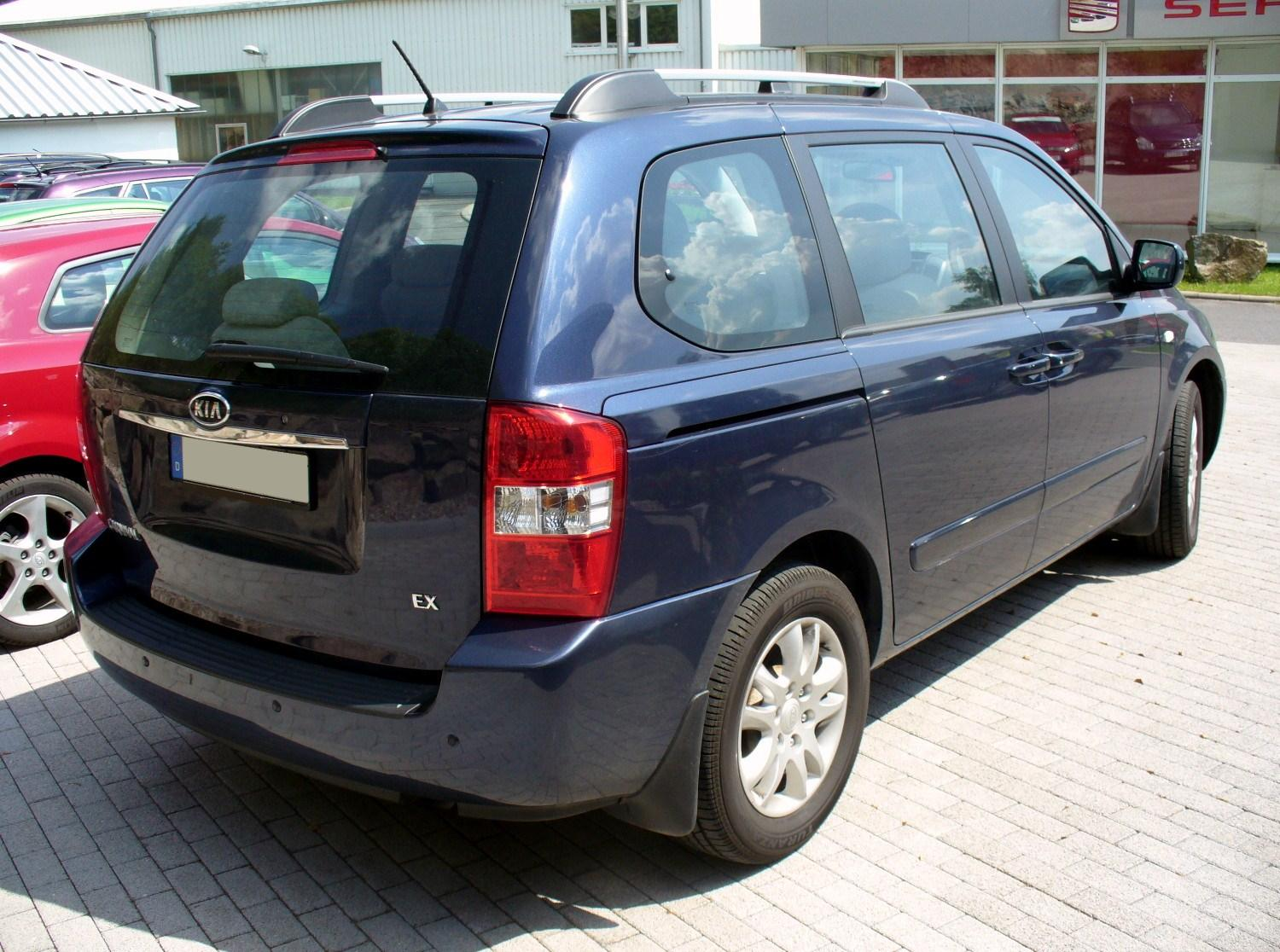
2代目カーニバル（韓國外仕様）

## 3代目 型式: YP型 (2014年 - 2020年)
9年ぶりのフルモデルチェンジとなる今回は、4年4か月の時間と3500億ウォンの費用をかけて開発された。
ニューヨークモーターショー2014で新型「セドナ」としてワールドプレミア。フロントは近年のキアのデザインアイコン「タイガーノーズグリル」を大型・直立化したものが採用され、新開発となるプラットフォームはホイールベースを先代比で+40mmとして居住性を高めるとともに、車体全体の76％に高張力鋼を使用することで剛性を36％引き上げた。北米仕様は3列シート仕様の7/8人乗りとなり、エンジンは先代の3.5L・V6から新開発の3.3L・V6・GDiに変更された。
市販仕様については、先ず韓国で2014年5月22日に発表・発売開始された。同仕様は2.2L・VGTディーゼルエンジンのみの設定となり、4列/2-2-2-3レイアウトの9人乗りとバスレーンも走行可能な4列/2-3-3-3レイアウトの11人乗りの2種を用意されたが、のちに2-2-3レイアウトの7人乗り「リムジン」も登場したため（この仕様変更に伴い、3.3L・V6・GDiも追加されている）、計3種となった。前2仕様については4列目の格納方法を改良することで、6人ないしは8人乗車時で先代比2倍以上となる546Lの荷室空間を確保した。
オーストラリアにおいては、安価かつ頑丈な多人数車として人気があり、「2016ドライブ・カー・オブ・ザ・イヤー・アワード」において、「ベストピープルムーバー」に選ばれている。

## 4代目 型式: KA4型 (2020年 - )
2020年6月、韓国にて発表。同年7月28日より事前契約を開始、翌8月18日に発売した。6年ぶりのフルモデルチェンジとなった4代目はスタイリッシュなデザインと最新の利便性、キアのアイデンティティである「タイガーノーズ」をベースとしたシンフォニックアーキテクチャラジエーターグリル、Cピラーの立体パターンクロームトリムとリアコンビネーションランプで構成され、スマート電動スライドドア、スライドドアとテールゲートの同時開閉、乗降ライトなど、様々な新技術も採用され、ハイルーフ仕様である「ハイリムジン」はこの代でも引き続き設定される。
プラットフォームは「Type N3」を採用。これは主要メカニズムとともに、のちにヒュンダイ・スターリアにも採用されることとなる。
2023年11月、最新のデザインテーマに沿ったマイナーチェンジが敢行され、フロントマスクが大幅に変更された。

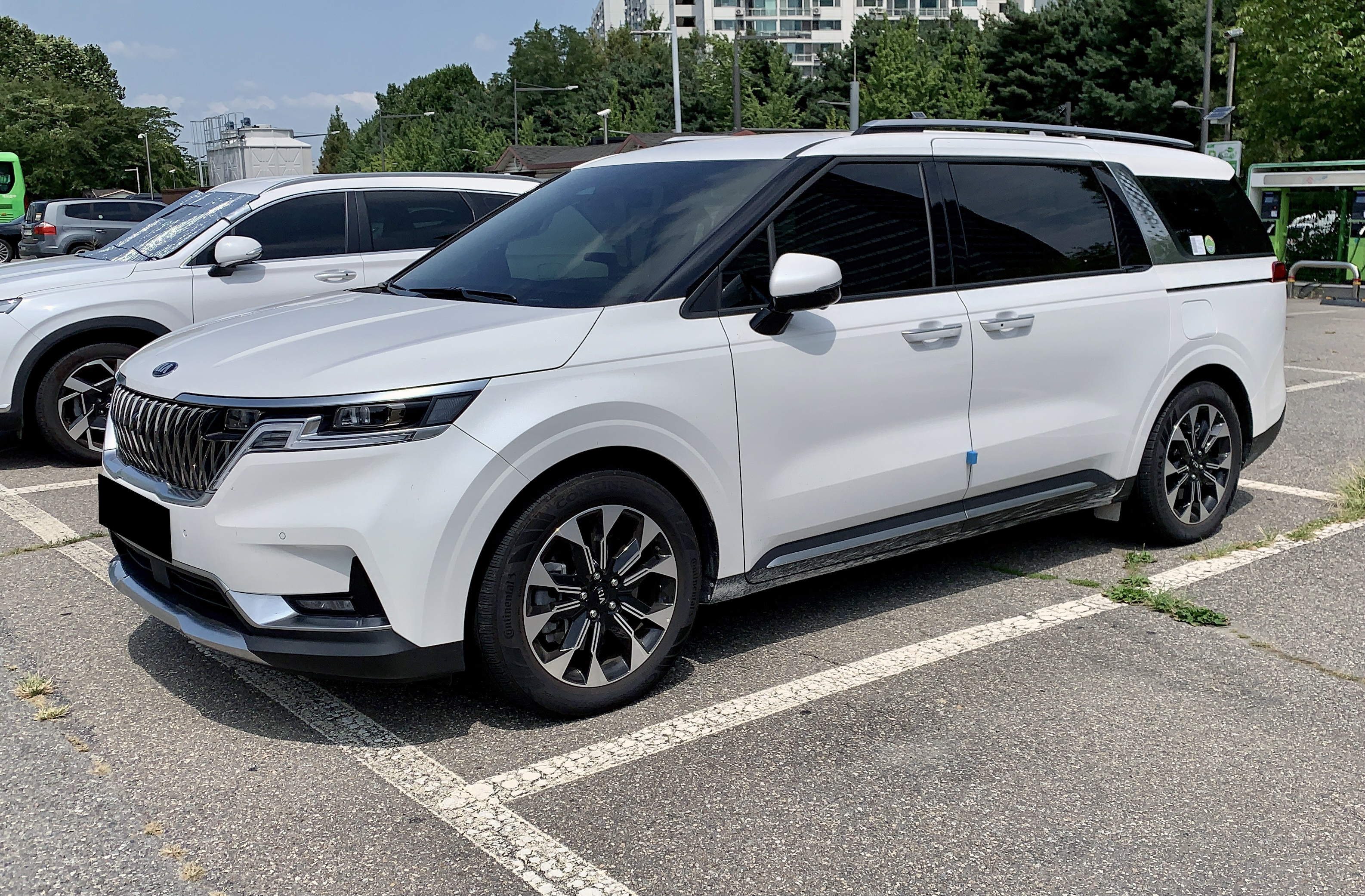
フロント（-2023モデル）
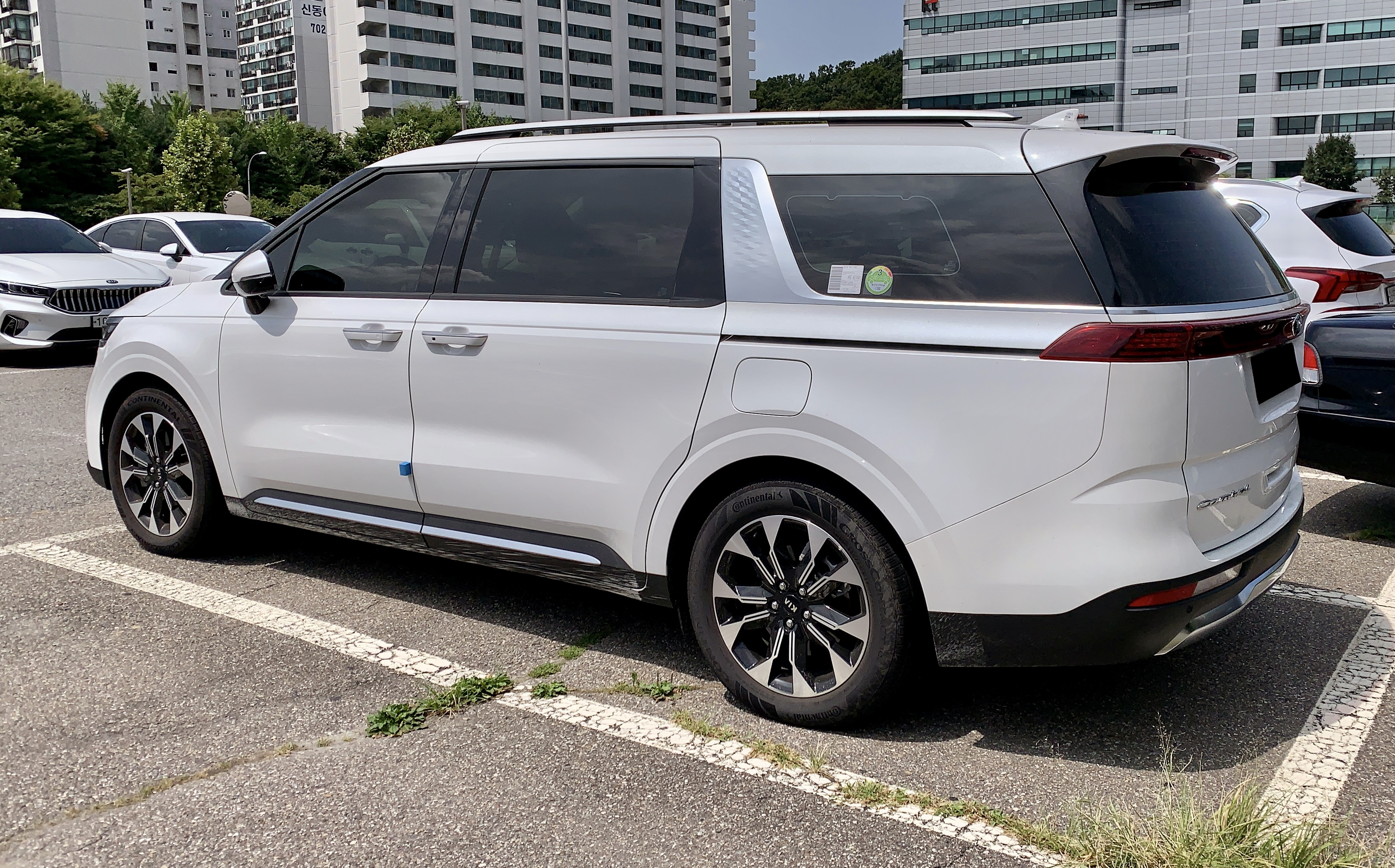
リヤ（-2023モデル）